# Parafia św. Marii Magdaleny w Krakowie (Prądnik Biały)
Parafia św. Marii Magdaleny w Krakowie – parafia rzymskokatolicka należąca do  dekanatu Kraków-Krowodrza archidiecezji krakowskiej, na osiedlu Witkowice Nowe przy ulicy Dożynkowej.
Została utworzona w roku 2000, dekretem ks. kard. Franciszka Macharskiego. Kościół parafialny wybudowano w latach 2001–2009. Poświęcenie świątyni dokonane przez ks. abp Marka Jędraszewskiego nastąpiło w dniu 2 czerwca 2018 roku.

## Terytorium parafii
Ulice: Autowa, Atrakcyjna,  Bibicka, Cyprysowa, Dożynkowa, Dróżnicka, Głogowa, Główna, Górka Narodowa, Górnickiego, Grillowa, Jackowa, Kasztanowa, Klonowa, Koło Białuchy, Koralowa, Kwiatów Polnych, Kuźnicy Kołłątajowskiej, Marszowiecka, Marzycieli, Nasza, Natansona, Naukowa, Nowa Górka, Okulistów, Pod Topolami, Polowa, Porzeczkowa,Prywatna, Rabatkowa, Rysiewicza, Siewna, Spokojna, Stefanowicza, Suche Łąki, Szewczyka, Szeregowa, Turowiec, Witkowicka, Wądół, os. Witkowice Nowe, Wzorowa, Zielone Jary, Zielone Wzgórze, Zielna.